# ليندا لا بلانت
ليندا لا بلانت (بالإنجليزية: Lynda La Plante)‏ هي كاتبة سيناريو وكاتِبة وروائية وممثلة بريطانية، ولدت في 15 مارس 1943 في المملكة المتحدة. من الجوائز التي نالتها جائزة إدغار.

## جوائز
- جائزة إدغار

## وصلات خارجية
- ليندا لا بلانت على موقع IMDb (الإنجليزية)
- ليندا لا بلانت على موقع ألو سيني (الفرنسية)
- ليندا لا بلانت على موقع أول موفي (الإنجليزية)
- ليندا لا بلانت على موقع قاعدة بيانات الأفلام السويدية (السويدية)
- ليندا لا بلانت على موقع قاعدة بيانات الأفلام السويدية (السويدية)
- ليندا لا بلانت على موقع إن إن دي بي (الإنجليزية)
- ليندا لا بلانت على موقع قاعدة بيانات الفيلم (الإنجليزية)
- ليندا لا بلانت على موقع كينوبويسك (الروسية)